# 世界患者安全日
世界患者安全日（英語：World Patient Safety Day, WPSD）被设定在每年9月17日。旨在提高全球对病人安全的关注，并要求所有国家和国际组织团结起来，减少对患者的伤害。病人安全主要是防范和减少提供卫生保健时发生在病人身上的风险、失误和危害。